# Йонко Панов
Йонко Панов Йонов е деец на БРП (к), участник в участник в комунистическото партизанско движение по време на Втората световна война, партизанин от Рило-Пиринския партизански отряд. Български военен деец, офицер, генерал-лейтенант.

## Биография
Йонко Панов е роден на 22 септември 1900 година в с. Брезово. Учи в гимназиите в Пловдив, Стара Загора и София. Работи като телеграфист. Активен деец на БКП (1919). През 1923 година участва в Септемврийското въстание. Секретар на Окръжното ръководство на БКП в Пловдив (1923). След поражението на въстанието емигрира в СССР. Завършва двегодишно военно училище за граничари.
След завръщането си в България е организационен секретар на ЦК на БКП. Арестуван и осъден по ЗЗД. Прекарва 11 години в затвора (1929 – 1940).
Участва в комунистическото движение през Втората световна война. Въдворен в лагера Гонда вода и Кръсто поле. Политкомисар на Рило-Пиринския партизански отряд (1944).
След 9 септември 1944 година служи в Българската армия. Помощник-командир на V армия. Между 1946 и 1951 година е началник на Гранични войски. В периода 1947 – 1953 година е заместник-министър на вътрешните работи. На този пост той ръководи изграждането на укрепената гранична зона с фортификации, телени огради и десетки хиляди противопехотни мини, която да предотврати нарастващата емиграция от страната.
Награден с орден „Червено знаме“ (1945, СССР).
По-късно е началник на Главно политическо управление на българската армия (от 1954). Член на групата „Петьофи“, вътрешна опозиция на Тодор Живков в БКП. Пленумът от 11/12 юли 1957 г. го отстранява от ЦК на БКП.
Автор на мемоарната книга „Спомени и размисли“, С., 2000, издадена посмъртно.

## Военни звания
- Полковник (11 септември 1944)
- Генерал-майор (септември 1946)
- Генерал-лейтенант (1950)